# Чирју (Аичи)
Чирју (јап. 知立市) град је у Јапану у централном делу префектуре Аичи. Према попису становништва из 1. августа 2016. у граду је живело 71.142 становника.

## Географија
Чирју се налази у централном делу префектуре Аичи.

### Суседне општине
- Префектура Аичи
  - Тојота
  - Карија
  - Анџо

## Економија
Чирју је индустријски град где преовлађује производња ауто делова и ауто електронике.

## Едукација
Чирју има седам основних школа, три средње школе и две високе школе.

## Становништво
Према подацима са пописа, у граду је 1. августа 2016. године живело 71.142 становника.